# Lush (film)
Pour les articles homonymes, voir Lush.
Pour plus de détails, voir Fiche technique et Distribution.
Lush est un film américain indépendant de Mark Gibson réalisé en 1999. Il est inédit en salles en France.

## Synopsis
À La Nouvelle-Orléans. Tout juste sorti de prison, Lionel Exley sombre dans l'alcoolisme. Il se lie d'amitié avec un compagnon de boisson, Firman Carter, et de deux sœurs, Rachel et Ashley van Dyke.
Un jour, Carter disparaît et Exley doit rester sobre pour pouvoir retrouver son ami...

## Fiche technique
- Réalisation : Mark Gibson
- Scénario : Mark Gibson
- Producteur associé : Alicia Allain
- Producteurs : Patrick Dollard, Eileen Jones, Scott McGehee, Robert H. Nathan et David Siegel
- Musique : Barrett Martin
- Image : Caroline Champetier
- Montage : Sarah Flack
- Distribution des rôles : Nicole Arbusto et Joy Dickson
- Création des décors : Scott Plauche
- Direction artistique : Denise Greenwood
- Maquillage : Keith Sayer
- Premiers assistants réalisateurs : Tim Brown et Chad Rosen
- Seconds assistants réalisateurs : Miker Stovall et Katie Tull
- Pays de production :  États-Unis
- Langue : anglais
- Genre : Comédie dramatique
- Format : Couleur - son Dolby
- Durée : 93 minutes
- Date de sortie :
  - États-Unis : 20 janvier 2000 (Festival de Sundance)[1]
  - États-Unis : 28 décembre 2001 (sortie limitée)[2]

## Distribution
- Laura Linney : Rachel Van Dyke
- Campbell Scott : Lionel Exley
- Jared Harris : Firman Carter
- Laurel Holloman : Ashley Van Dyke
- Nick Offerman : Gerry
- James "Kimo" Wills : Pats
- James R. Hall Jr. : Buddha
- Don Hood : Har
- Michael Cahill : Brian
- David Sellars : Connor
- J.C. Sealy : Miss Billie
- Anthony Marble : Brice
- Layton Martens : Veteran Cop
- Doug Barden : Detective

## Autour du film
- Le film est sorti en DVD en 2001.
- Campbell Scott et Laura Linney se retrouveront cinq ans plus tard pour L'Exorcisme d'Emily Rose (2005).

## Note et référence
1. ↑  Fiche du film sur Yahoo! Movies
2. ↑  « Lush », sur Box Office Mojo (consulté le 25 avril 2023).

## Nomination
- 2003 : DVD Premiere Award du meilleur acteur au DVD Exclusive Awards pour Campbell Scott et de la meilleure actrice pour Laura Linney.